# OSCAR

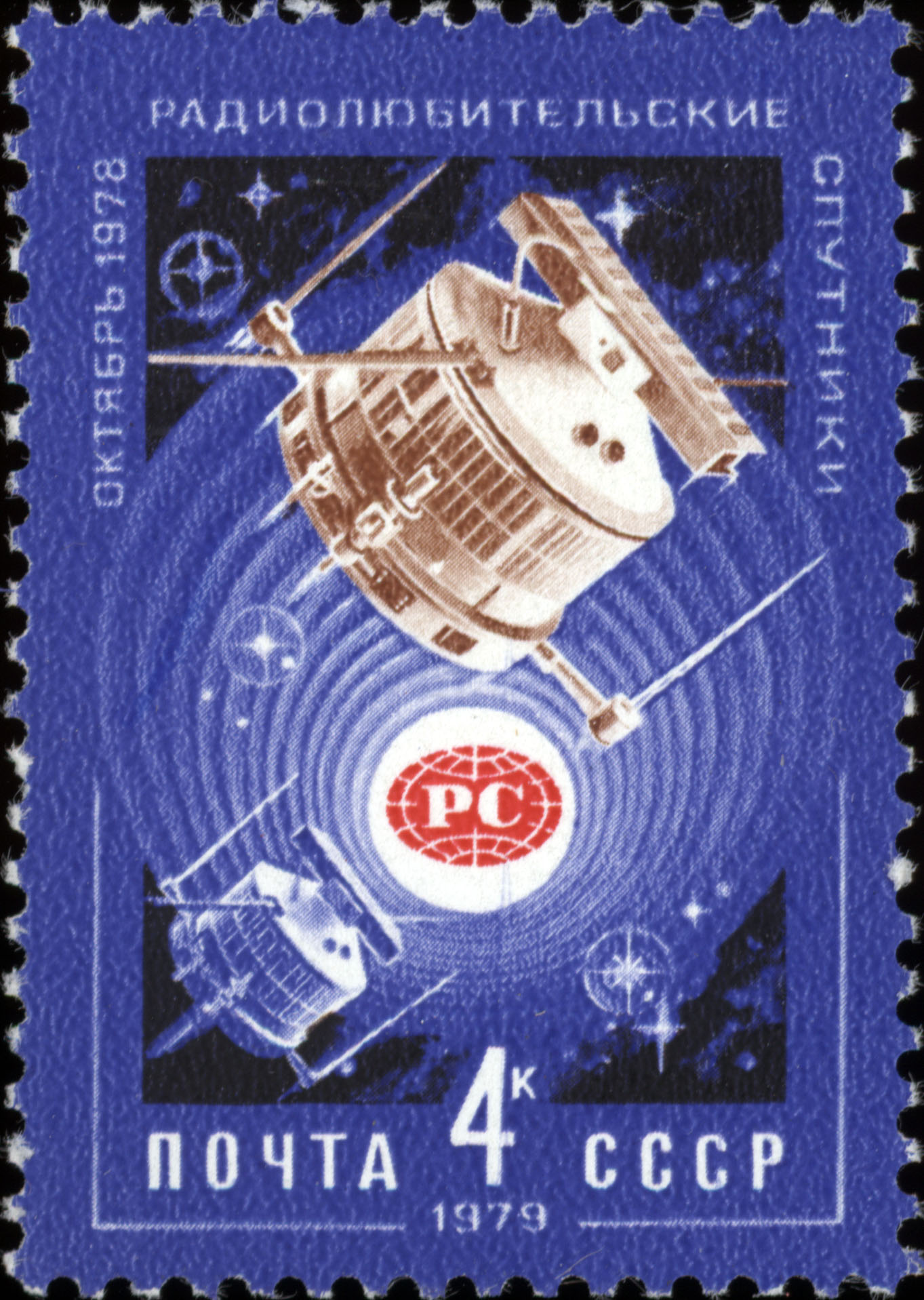
Selo comemorativo dos satélites RS-1 e RS-2 da série OSCAR.

OSCAR é a sigla inglesa para Orbiting Satellite Carrying Amateur Radio. Iniciada em 1960, sua série identifica todo satélite que dispõe de uma aplicação de comunicação para o Serviço de Radioamador. É coordenada pela AMSAT. 